# Monommata hyalina
Monommata hyalina är en hjuldjursart som beskrevs av Myers 1930. Monommata hyalina ingår i släktet Monommata och familjen Notommatidae. Inga underarter finns listade i Catalogue of Life.